# Punta Durán
Punta Durán är en udde i Antarktis. Den ligger på King George Island i Sydshetlandsöarna. Argentina, Chile och Storbritannien gör anspråk på området.
Terrängen inåt land är platt åt sydväst, men åt nordost är den kuperad. Havet är nära Punta Durán åt sydväst. Trakten är glest befolkad. Närmaste befolkade plats är Escudero Station, 4,6 kilometer väster om Punta Durán.